# Соколов, Василий Николаевич (футболист)
Васи́лий Никола́евич Соколо́в (30 января [12 февраля] 1912, Ярцево, Смоленская губерния — 3 июля 1981, Москва) — советский футболист (защитник), тренер. Заслуженный мастер спорта СССР (1946).

## Биография
Неоднократный победитель и призёр чемпионата СССР и обладатель Кубка страны как игрок в составе московского «Спартака».
Окончил школу тренеров при ГЦОЛИФК.
В 1952—1954 годах возглавлял московский «Спартак». Под руководством Соколова спартаковцы дважды подряд выиграли чемпионат СССР (1952, 1953), а в 1954 году завоевали серебро. Единственный тренер, с которым московский «Спартак» дважды подряд выиграл чемпионат СССР.
В феврале 1946 года был восстановлен в звании мастера спорта СССР, а в мае 1946 года В. Н. Соколову присвоено звание заслуженного мастера спорта СССР.

## Достижения

### В качестве игрока
все — «Спартак» Москва
- Чемпион СССР: 1938, 1939
- Бронзовый призёр чемпионата СССР: 1940, 1948, 1949
- Обладатель Кубка СССР: 1938, 1939, 1946, 1947, 1950
- Финалист Кубка СССР: 1948
- В списках лучших футболистов 2 раза — 1938 и 1950 (№ 1)

### В качестве тренера
«Спартак» Москва
- Чемпион СССР: 1952, 1953
- Серебряный призёр чемпионата СССР: 1954
- Финалист Кубка СССР: 1952

## Награды
- Орден «Знак Почёта» (27.04.1957) — «за успехи, достигнутые в деле развития массового физкультурного движения в стране, повышения мастерства советских спортсменов, и успешное выступление на международных соревнованиях»